# Campeonato Burquinense de Futebol 2018/2019
O Campeonato Burquinense de Futebol (2018/2019) é a edição do Campeonato Burquinense de Futebol que se realizará entre 2018 e 2019.